# Margaretha van der Mark (-1409)
Margaretha van der Mark (overleden 29 september 1409) was een gravin uit het huis Van der Mark en door haar huwelijk ook gravin van Nassau-Siegen.

## Biografie
Margaretha was de dochter van graaf Adolf II van der Mark en Margaretha van Kleef. Reeds op 14 augustus 1343 kwamen ‘Alf graue van der Mark unde Margret sin … husfrouwe’ met ‘Otten grauen van Nassauwe und frouwen Aleyde’ in een oorkonde overeen dat ‘eine dochter van unseren dochteren’ zou huwen met ‘einem sone van soenen … Otten grauen van Nassauwe und frouwen Alheyd vorgenant’.
Margaretha huwde op 20 of 30 november 1357 met graaf Johan I van Nassau-Siegen (ca. 1339 – Herborn, 4 september 1416). Johan volgde zijn vader in december 1350 of januari 1351 op. Omdat hij toen nog minderjarig was, nam zijn moeder Adelheid van Vianden het regentschap voor hem waar. Pas in 1362 droeg ze het bewind over aan Johan.

Uit dit huwelijk werden geboren:
1. Adolf I (1362 – 12 juni 1420), volgde zijn vader op.
2. Johan II ‘met de Helm’ (overleden Slot Dillenburg, begin mei 1443), volgde zijn vader op.
3. Engelbrecht I (Dillenburg, ca. 1370 – Breda, 3 mei 1442), volgde zijn vader op.
4. Hendrik, vermeld in 1389 als student te Keulen, in 1399 als proost te Xanten; laatst vermeld 1401.
5. Johan III ‘de Jongere’ (overleden 18 april 1430), volgde zijn vader op.

Over Margaretha is weinig bekend. Voor zover bekend heeft zij zich nimmer bemoeid met de regering van het graafschap van haar echtgenoot. Er zijn geen afbeeldingen van haar bewaard gebleven. Van de verloren gegane serie van acht wandtapijten met de genealogie van het Huis Nassau ontbreekt alleen de ontwerptekening voor het wandtapijt waarop Margaretha en Johan waren afgebeeld.
In 1384 huwde Adolf, Margaretha’s oudste zoon, met Jutta, de erfdochter van graaf Gerhard VII van Diez. Vier jaar later erfde hij het graafschap Diez, dat sindsdien in het bezit bleef van de Ottoonse Linie van het Huis Nassau. De titel graaf van Diez wordt nog altijd gevoerd door zowel de koning der Nederlanden als de groothertog van Luxemburg.
Op 1 augustus 1403 huwde Engelbrecht, Margaretha’s derde zoon, met de pas 11 jaar oude, zeer rijke, erfdochter Johanna van Polanen. Door zijn huwelijk verwierf hij grote bezittingen in Brabant en Holland, waaronder de heerlijkheid Breda en de Heerlijkheid van de Lek. Met dit huwelijk begon de opkomst van het Huis Nassau in de Nederlanden.

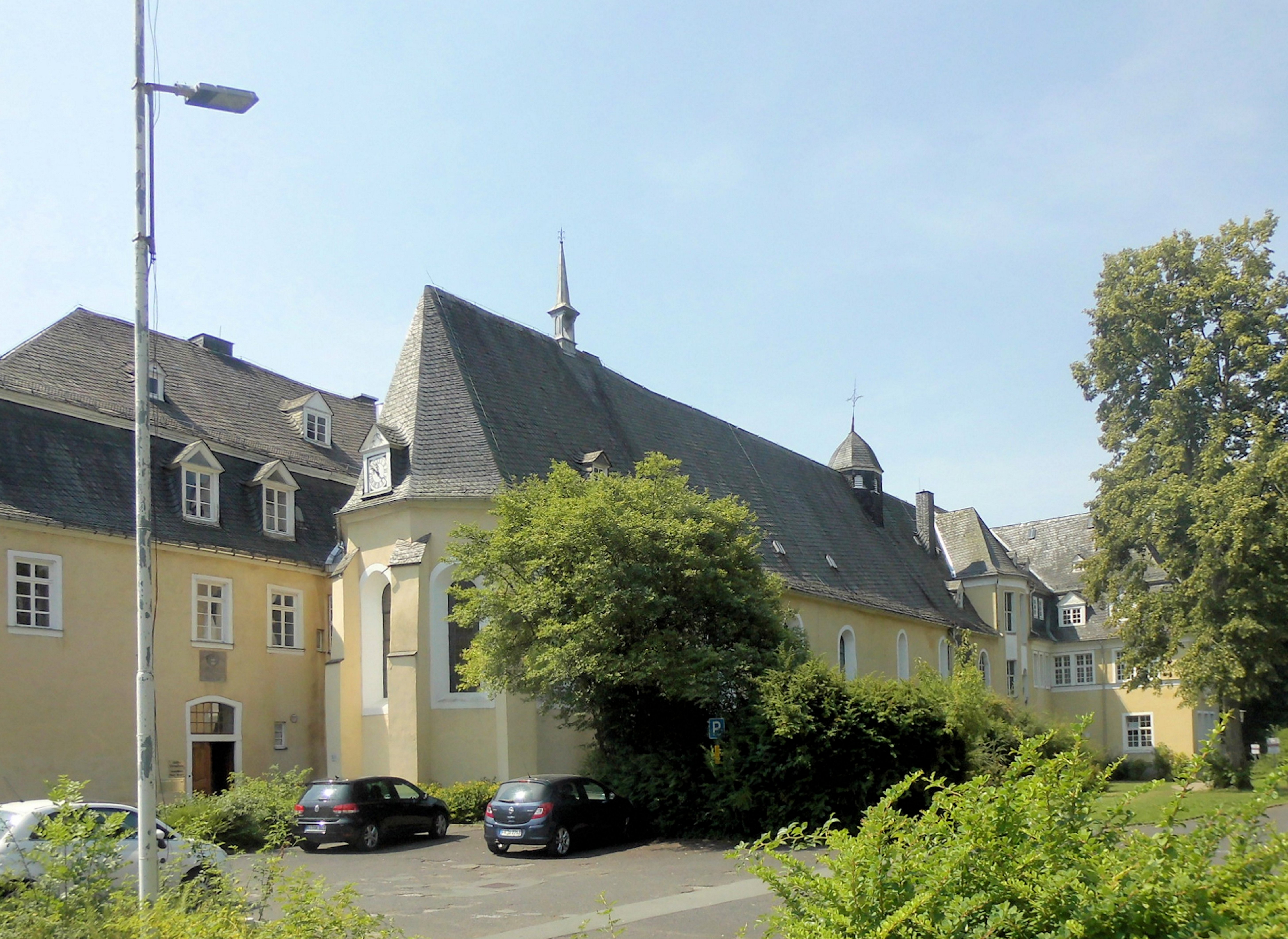
Klooster Keppel

Margaretha overleed op 29 september 1409 na een huwelijk van bijna 52 jaar, hetgeen voor de middeleeuwen zeer lang is. Ze overleefde haar vierde zoon Hendrik. Ze werd begraven in Klooster Keppel bij Hilchenbach. In het jaar van haar overlijden kwamen haar zoons overeen dat ze na het overlijden van hun vader de regering in Nassau-Siegen gezamenlijk zouden voortzetten. Johan overleed pas op 4 september 1416, vermoedelijk 77 jaar oud. Met een regeerperiode van 54 jaar was hij een van de langst regerende vorsten uit de middeleeuwen. Hij werd naast Margaretha in Klooster Keppel begraven. Ook Margaretha’s zoon Johan II ‘met de Helm’ werd in 1443 bij haar in Klooster Keppel begraven.
In de strijd om de opvolging in het hertogdom Kleef en het graafschap Mark werd Margaretha’s tweede zoon, Johan II ‘met de Helm’, in 1422 door rooms-koning Sigismund met deze landen beleend. Johan stelde zich echter twee jaar later tevreden met een financiële schadeloosstelling. Hertog Adolf IV van Kleef-Mark betaalde hem 12.000 goudgulden.

## Voorouders
| Voorouders van Margaretha van der Mark | Voorouders van Margaretha van der Mark                                   | Voorouders van Margaretha van der Mark                                   | Voorouders van Margaretha van der Mark                                   | Voorouders van Margaretha van der Mark                                            | Voorouders van Margaretha van der Mark                                                    | Voorouders van Margaretha van der Mark                                                    | Voorouders van Margaretha van der Mark                                                      | Voorouders van Margaretha van der Mark                                                      |
| -------------------------------------- | ------------------------------------------------------------------------ | ------------------------------------------------------------------------ | ------------------------------------------------------------------------ | --------------------------------------------------------------------------------- | ----------------------------------------------------------------------------------------- | ----------------------------------------------------------------------------------------- | ------------------------------------------------------------------------------------------- | ------------------------------------------------------------------------------------------- |
| Betovergrootouders                     | Engelbrecht I van der Mark (?–1277) ⚭ vóór 1250 Kunigunde (?–vóór 1265)  | Adolf IV van Berg (?–1259) ⚭ 1240 Margaretha van Hochstaden (?–1314)     | Gerhard van Arberg (?–vóór 1255) ⚭ Mechtild van Holte (?–1304)           | Willem IV van Gulik (?–1278) ⚭ 1237/50 Richardis van Gelre en Zutphen (?–1293/98) | Diederik V van Kleef (ca. 1226–1275) ⚭ 1255 Aleid van Heinsberg (?–na 1303)               | Everhard van Habsburg (?–1284) ⚭ 1271 Anna van Kiburg (?–?)                               | Otto II van Gelre en Zutphen (?–1271) ⚭ 1252/54 Filippa van Dammartin (?–1277/81)           | Gwijde van Vlaanderen (ca. 1225/26–1305) ⚭ 1264 Isabella van Luxemburg (?–1298)             |
| Overgrootouders                        | Everhard I van der Mark (?–1308) ⚭ 1273 Irmgard van Berg (?–1294)        | Everhard I van der Mark (?–1308) ⚭ 1273 Irmgard van Berg (?–1294)        | Johan van Arberg (?–1281) ⚭ vóór 1273 Catharina van Gulik (?–na 1287)    | Johan van Arberg (?–1281) ⚭ vóór 1273 Catharina van Gulik (?–na 1287)             | Diederik VI van Kleef (1256/57–1305) ⚭ 1290 Margaretha van Habsburg (?–ca. 1333)          | Diederik VI van Kleef (1256/57–1305) ⚭ 1290 Margaretha van Habsburg (?–ca. 1333)          | Reinoud I van Gelre en Zutphen (ca. 1255–1326) ⚭ 1286 Margaretha van Vlaanderen (?–na 1327) | Reinoud I van Gelre en Zutphen (ca. 1255–1326) ⚭ 1286 Margaretha van Vlaanderen (?–na 1327) |
| Grootouders                            | Engelbrecht II van der Mark (?–1328) ⚭ 1299 Mechtild van Arberg (?–1367) | Engelbrecht II van der Mark (?–1328) ⚭ 1299 Mechtild van Arberg (?–1367) | Engelbrecht II van der Mark (?–1328) ⚭ 1299 Mechtild van Arberg (?–1367) | Engelbrecht II van der Mark (?–1328) ⚭ 1299 Mechtild van Arberg (?–1367)          | Diederik VII van Kleef (1291–1347) ⚭ 1308 Margaretha van Gelre en Zutphen (ca. 1290–1331) | Diederik VII van Kleef (1291–1347) ⚭ 1308 Margaretha van Gelre en Zutphen (ca. 1290–1331) | Diederik VII van Kleef (1291–1347) ⚭ 1308 Margaretha van Gelre en Zutphen (ca. 1290–1331)   | Diederik VII van Kleef (1291–1347) ⚭ 1308 Margaretha van Gelre en Zutphen (ca. 1290–1331)   |
| Ouders                                 | Adolf II van der Mark (?–1347) ⚭ 1332 Margaretha van Kleef (?–na 1348)   | Adolf II van der Mark (?–1347) ⚭ 1332 Margaretha van Kleef (?–na 1348)   | Adolf II van der Mark (?–1347) ⚭ 1332 Margaretha van Kleef (?–na 1348)   | Adolf II van der Mark (?–1347) ⚭ 1332 Margaretha van Kleef (?–na 1348)            | Adolf II van der Mark (?–1347) ⚭ 1332 Margaretha van Kleef (?–na 1348)                    | Adolf II van der Mark (?–1347) ⚭ 1332 Margaretha van Kleef (?–na 1348)                    | Adolf II van der Mark (?–1347) ⚭ 1332 Margaretha van Kleef (?–na 1348)                      | Adolf II van der Mark (?–1347) ⚭ 1332 Margaretha van Kleef (?–na 1348)                      |